# 堀本礼造
堀本 禮造（ほりもと れいぞう、1848年2月7日（弘化5年1月3日） - 1882年（明治15年）7月23日）は、日本の陸軍軍人。最終階級は陸軍中尉。

## 経歴
土佐藩出身。朝鮮日本公使館付き護衛として漢城（現在の韓国ソウル）に勤務。朝鮮政府にこわれて軍事訓練を指導したが、1882年7月23日に発生した反日クーデターの壬午事変で殺害された。
1907年、正五位を追贈された。